# Gare de Châteauneuf - Bujaleuf
La gare de Châteauneuf - Bujaleuf est une gare ferroviaire française de la ligne du Palais à Eygurande - Merlines, située sur le territoire de la commune de Neuvic-Entier, à proximité des communes de Châteauneuf-la-Forêt et de Bujaleuf, dans le département de la Haute-Vienne en région Nouvelle-Aquitaine.
C'est une halte voyageurs de la Société nationale des chemins de fer français (SNCF) desservie par des trains TER Nouvelle-Aquitaine.

## Situation ferroviaire
Établie à 321 mètres d'altitude, la gare de Châteauneuf - Bujaleuf est située au point kilométrique (PK) 424,733 de la ligne du Palais à Eygurande - Merlines, entre les gares ouvertes de Saint-Denis-des-Murs et d'Eymoutiers-Vassivière, dont elle est séparée par la gare fermée de Bussy - Varache.
Gare d'évitement, elle dispose d'une deuxième voie pour le croisement des trains.

## Service des voyageurs

### Accueil
C'est une halte SNCF, point d'arrêt non géré (PANG), à accès libre au quai de la voie unique.
En 2022, selon les estimations de la SNCF, la fréquentation annuelle de la gare était de 3 841 voyageurs et de 4 556 voyageurs en 2023.

### Desserte
Châteauneuf - Bujaleuf est desservie par les trains TER Nouvelle-Aquitaine de la relation Limoges-Bénédictins - Ussel ou Eymoutiers-Vassivière (ligne L26). À Ussel, une correspondance par autocar permet de rejoindre la gare de Clermont-Ferrand.

### Intermodalité
Un parc pour les vélos et un parking pour les véhicules y sont aménagés.

### Patrimoine ferroviaire
Outre son ancien bâtiment voyageurs, la gare dispose d'une grue hydraulique, permettant d'alimenter la locomotive à vapeur du Train Vienne-Vézère-Vapeur qui assure un train touristique sur la ligne en période estivale.